# Che bella gente
Che bella gente è una canzone presentata al 56º Festival di Sanremo da Simone Cristicchi. Il brano è stato inserito nella seconda edizione dell'album d'esordio del cantante Fabbricante di canzoni, pubblicato nel 2006.
Il brano è stato ideato dalla cantautrice Momo, che l'aveva proposta ben 10 anni prima col titolo "Embè" e successivamente inserita nell'album "Il Giocoliere" del 2007, ed è stato adattato per l'occasione (accelerandolo ed aggiungendo una strofa e facendolo riarrangiare e missare da Francesco Musacco) con lo stesso Cristicchi. Si tratta di una pesante accusa contro coloro che si ergono ad inflessibili giudici dell'umanità, che sono sempre pronti a pugnalare alle spalle ed a gioire delle cadute altrui, a farsi maestri di vita, a condannare senza appello chi non sa e non vuole soggiacere alla loro arrogante visione del mondo.
Il brano si è classificato secondo nella categoria "Giovani" al 56º Festival di Sanremo ed 8º nella classifica generale, ed è dedicato a Mia Martini.
Malgrado il brano non sia proprio da definirsi "originale", e quindi palesemente da squalificare dal Festival, nessuno al momento del Festival ha mosso obiezioni di sorta. Il pezzo infatti era già stato eseguito in pubblico esattamente 10 anni prima (nel 1996) da Momo al concorso «Vocidomani» di Pescara dove la cantante aquilana si aggiudicò il premio della critica ed il secondo posto in classifica. Secondo il direttore artistico di quella edizione del Festival di Sanremo, Gianmarco Mazzi, la questione non doveva porsi perché per il regolamento Cristicchi non rischiava nulla visto che la non originalità del brano sarebbe dovuta essere stata eccepita entro le prime cinque ore successive alla prima esecuzione in prova .

## Il video
Il video è stato girato da Gaetano Morbioli ed è stato trasmesso dalle emittenti musicali subito dopo la conclusione del Festival di Sanremo. Gli interpreti sono Cristicchi ed un suo alter ego bambino, che si ritrovano in una stanza affollatissima ad osservare le persone. Persone che parlottano tra di loro con aria complice, che sembrano guardare con distacco ed aria di giudizio gli altri, ma che, davanti ad uno specchio, ritrovano la propria, reale immagine: mostruosamente deformata. Tutti, tranne un signore dall'aria dimessa e non curata, completamente ignorato dagli astanti, l'unico che si avvicina al bambino con tenerezza ed affetto. L'immagine di quest'uomo corrisponde alla strofa finale della canzone, quando Cristicchi afferma "Per esempio certe volte preferisco i Matti, perché dicono quello che pensano e non accettano ricatti e compromessi". Già da questa canzone emerge forte lo sguardo particolare che il giovane cantautore ha nei confronti di coloro che, in seguito, diverranno i protagonisti di un profondo e sincero percorso artistico ed umano.

## Tracce
1. Che bella gente
2. Angelo custode
3. Che bella gente (strumentale)

## Classifiche
| Classifica | Posizione massima |
| ---------- | ----------------- |
| Italia     | 32                |